# Rasmus Glad
Rasmus Glad (latiniserat: Erasmus Lætus) född 1526 nära Grenå, död 9 november 1582 i Köpenhamn, var en dansk författare.
Glad studerade vid universitetet i Rostock, blev 1546 magister och var 1554–74 professor vid Köpenhamns universitet. Glad adlades 1569 och anträdde 1572 en resa, som gjorde honom känd i Europa på grund av de latinska dikter han förärade furstar och städer.